# Schlacht am Assam
Die Schlacht am Assam (teilweise auch als Schlacht am Asem oder Schlacht bei Adwa bezeichnet), einem kleinen Nebenfluss des Wari, wurde am 11. Juli 1871 geschlagen und war die entscheidende militärische Auseinandersetzung zwischen dem äthiopischen Herrscher Tekle Giyorgis II. († 1873) und seinem Schwiegersohn und Konkurrenten um den Kaiserthron dejazmach Kassa(i) Mercha, dem nachfolgenden Yohannes IV. († 1889). Die überlegene Bewaffnung und Disziplin seiner Truppen sicherten Kassa Mercha den Sieg über seinen Rivalen, der im Zuge der Schlacht mit einem großen Teil seiner Armee in Gefangenschaft geriet.

## Ausgangslage
Nach dem Tod Tewodros’ II. im Zuge der britischen Äthiopienexpedition von 1868 hatte sich wag shum Gobaze als Nachfolger durchsetzen können und ließ sich als Tekle Giyorgis II. zum negusa nagast (dt.: „König der Könige“) krönen. Einige der mächtigen Teilfürsten des Landes standen jedoch von Anfang an in Opposition zum neuen Herrscher, darunter der ras von Schoa, der spätere Kaiser Menelik II., und Kassa Mercha von Tigray. Während sich Menelik jedoch mit dem Kaiser arrangieren konnte, kam es zwischen Kassa und ihm 1871 zum offenen Machtkampf.

## Ablauf
Im Juni 1871 marschierte Tekle Giyorgis II. an der Spitze einer Armee, deren Stärke mit 60.000 Mann angegeben wird, in Tigray ein, wo er zunächst kaum auf Widerstand stieß. Im Zuge seines weiteren Vormarsches auf die Provinzhauptstadt Adwa, kam es am 21. Juni zur Schlacht bei May Zulawu, die den ganzen Tag über andauerte. Trotz der fünffachen Überlegenheit seines Gegners trug Kassa Merchas Streitmacht aufgrund ihrer besseren Disziplin und Bewaffnung den Sieg davon. Tekle Giyorgis II. zog sich am nächsten Tag in Richtung auf den Fluss Mareb zurück, wurde allerdings von Kassa Merchas Armee umgangen und schließlich am 11. Juli, gegen 10:30 Uhr, zu einer erneuten Schlacht gezwungen. In dieser nur zwei Stunden dauernden Entscheidungsschlacht trug Kassa abermals den Sieg davon. Tekle Giyorgis II., der versucht hatte, mit einem Kavallerieangriff auf das Zentrum Kassas die Schlacht zu seinen Gunsten zu entscheiden, war verwundet worden und in Gefangenschaft geraten. Seine demoralisierten Kämpfer ergaben sich daraufhin zu Tausenden dem siegreichen Kassa, so dass ihm auf diese Weise rund 24.000 weitere Gefangene in die Hände fielen. Am 21. Januar 1872 ließ sich Kassa als Yohannes IV. zum neuen negusa nagast krönen.

## Gründe für Kassas Sieg
Als entscheidend für Kassas Sieg hatte sich die für äthiopische Verhältnisse überaus moderne Bewaffnung seiner Truppen erwiesen, die er den Briten verdankte. Er hatte die britisch-indische Armee während ihrer Äthiopienexpedition von 1868 mit Lebensmitteln unterstützt und geholfen, ihre Nachschub- und Telegrafenlinien abzusichern. Als Dank dafür hatten ihm die Briten nach ihrem Abzug aus Äthiopien sechs Mörser, sechs Haubitzen, 855 Flinten und Musketen, die aufgrund ihres Alters für die britische Armee entbehrlich waren, 400 Schuss Artilleriemunition, rund 40.000 Schuss Munition für die Handfeuerwaffen sowie Schießpulver und sonstige Ausrüstung überlassen. Kassas Drängen nach Überlassung einiger Militärberater hatten die Briten allerdings nicht nachgegeben. Es gelang ihm jedoch, mit John Charles Kirkham, einem britischen Abenteurer, der als Unteroffizier unter Charles George Gordon in China gedient und die Äthiopienexpedition als Marketender begleitet hatte, einen „Ersatz“ zu finden. Kirkhams Know-how und die britischen Waffen machten Kassa in der Folgezeit zum militärisch stärksten Teilfürsten Äthiopiens und seinem Gegner Tekle Giyorgis II., der seinerseits den Kontakt mit den britischen „Eindringlingen“ vermieden hatte, deutlich überlegen.